# Longperrier
Longperrier ist eine französische Gemeinde mit 2.911 Einwohnern (Stand: 1. Januar 2022) im Département Seine-et-Marne in der Region Île-de-France. Sie gehört zum Arrondissement Meaux und zum Kanton Mitry-Mory.

## Geographie
Longperrier liegt etwa 35 Kilometer nordöstlich von Paris. 
Umgeben wird Longperrier von den Nachbargemeinden Othis im Norden, Dammartin-en-Goële im Osten, Villeneuve-sous-Dammartin im Süden und Südwesten sowie Moussy-le-Vieux im Westen.
Durch die Gemeinde verläuft die frühere Route nationale 371.

## Bevölkerungsentwicklung
| Jahr      | 1962 | 1968 | 1975 | 1982 | 1990 | 1999 | 2006 | 2011 | 2021 |
| Einwohner | 341  | 417  | 494  | 696  | 1089 | 2071 | 2273 | 2464 | 2669 |

## Sehenswürdigkeiten
Die Kirche Sainte-Madeleine aus dem 12. und 17. Jahrhundert enthält ein Steintabernakel aus dem 15. Jahrhundert sowie einen Steinsarkophag aus dem 17. Jahrhundert.
Siehe auch: Liste der Monuments historiques in Longperrier